# 藤原真作
藤原 真作（ふじわら の まつくり /またなり /まさか）は、奈良時代の貴族。藤原南家、参議・藤原巨勢麻呂の五男。官位は従五位上・阿波守。

## 経歴
延暦3年（784年）従五位下に叙爵する。翌延暦4年（785年）皇后宮大進を務めていた際、赤い雀が皇后の宮殿に飛来して止まるとの瑞祥があり、他の皇后宮職の諸官とともに昇叙され従五位上となる。同年石見守として地方官に転じる。延暦9年（790年）大蔵大輔に復すが、のち三河守・阿波守と地方官を歴任した。

## 官歴
注記のないものは『続日本紀』による。
- 時期不詳：正六位上
- 延暦3年（784年） 正月7日：従五位下
- 時期不詳：皇后宮大進
- 延暦4年（785年） 6月18日：従五位上。8月14日：石見守
- 延暦9年（790年） 7月24日：大蔵大輔
- 時期不詳：三河守[1]。阿波守[2]

## 系譜
注記のないものは『尊卑分脈』による。
- 父：藤原巨勢麻呂
- 母：丹墀吉部（または巨部）の娘
- 妻：常陸那賀郡人
  - 男子：藤原村田[3]
- 妻：伊勢員弁郡人
  - 男子：藤原弟藤
- 妻：紀雄治丸（または雄恒[4]）の娘
  - 男子：藤原百城
- 妻：御井氏
  - 五男：藤原三守[5]（785-840）
  - 男子：藤原三成[2]（786-830）
- 生母不詳の子女
  - 男子：藤原五百城
  - 女子：藤原美都子（781-828）-藤原冬嗣室。長良、良房、良相、順子の母